# هذال (اسم)
هَذّال اسم عربي بدوي معناه المسرع في سيره والمضطرب في عدوه. وجاء في الموسوعة الكويتية المختصرة لحمد السعيدان: "من ألفاظ البدو بمعنى الركاض، نحو الجمل هذال أي سريع الجري".

## شخصيات تحمل الاسم
- هذال بن فهيد الشيباني (أمير الشيابين من قبيلة عتيبة، توفي 1321هـ).[3]